# Cabo Touriñán
El Cabo Touriñán (cabo de Touriñán) o también Cabo Toriñana, es el punto más occidental de la provincia de La Coruña, de toda Galicia y de la España peninsular, así como el segundo de Europa. Está situado en el municipio de Muxía.

## Descripción

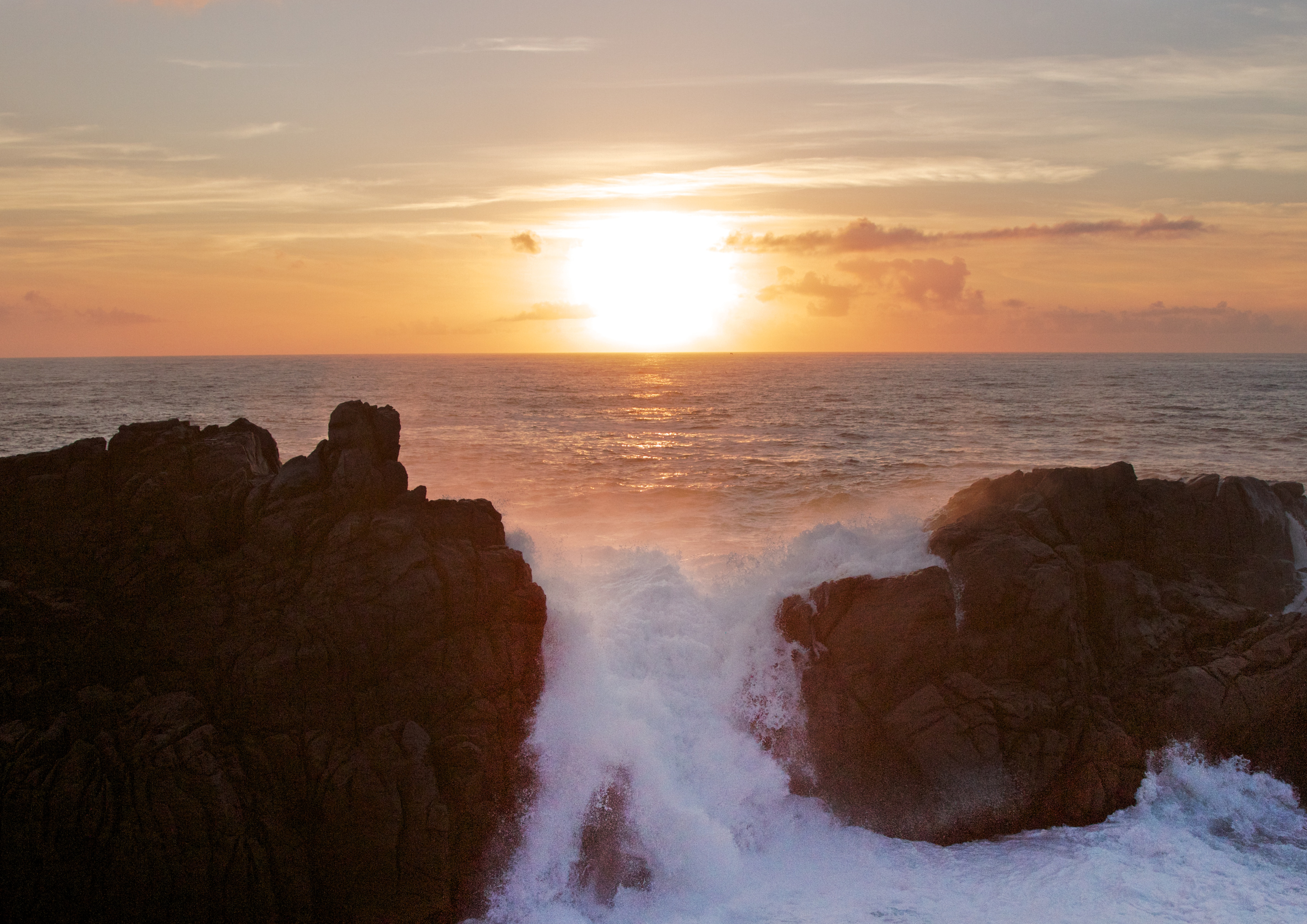
Ola rompiendo en las rocas de Cabo Touriñán, Costa de la Muerte, Costa da morte en gallego.

El cabo Toriñana es una pequeña península que se adentra en el mar cerca de 1 km, teniendo en su parte más estrecha un istmo de 150 metros de ancho, entre los llamados coídos de Balal y de Cuño. Su altitud máxima es de 93 metros sobre el nivel del mar. La estructura geológica es granítica. La erosión de la roca propició la formación de depósitos de cantos rodados, conocidos como coídos, y penedías que son formaciones de barras pétreas que la marea cubre o deja al descubierto, formándose algún islote como el denominado La Ínsua, en el lado oeste del cabo. La punta occidental del cabo, denominada los Buxeirados, presenta varias peñas que se adentran en el mar unos 300 o 400 metros, conocidas como los Bajos de Buxeirados, peligrosa para la navegación, donde se tienen registrados documentalmente graves naufragios. Debido a su agreste paisaje, la vegetación está básicamente formada por retamo espinoso o tojo Ulex europaeus. En la parte norte se sitúa un faro de Toriñana y edificaciones complementarias, puesto en funcionamiento el 15 de diciembre de 1898.

## Denominación
Así llamado por estar próximo a la parroquia de Touriñán (Toriñana), a la cual pertenece el cabo, y que debe remontar a un propietario de nombre latino, que se supone que fuese un *Taurinius o bien *Taurinianus, a través del genitivo: *(villa) *Tauriniani.